# Tajgafjällfly
Tajgafjällfly, Xestia borealis, är en fjärilsart som först beskrevs av Frithiof Nordström 1933. Tajgafjällfly ingår i släktet Xestia, och familjen nattflyn, Noctuidae. Enligt den finländska rödlistan är arten sårbar i Finland. Enligt den svenska rödlistan är arten starkt hotad i Sverige.  Artens världsutbredning sträcker sig från Sverige via Finland öster ut genom norra Ryssland till västra Sibirien. I Sverige är arten funnen från Jämtland  och sporadiskt upp till Torne lappmark. Artens livsmiljö är äldre naturmoskogark som ligger varmare, torrare och fjällnära. Områden norr om polcirkeln är också gynnsammare då nätterna där blir varmare av midnattssolen. Inga underarter finns listade i Catalogue of Life.